# バンガーFC
バンガー・フットボールクラブ（英語: Bangor Football Club）は、北アイルランドのバンガーをホームタウンとするサッカークラブ。

## 歴史
1914年に最初のバンガーFCが創設されたが、同年8月にイギリス帝国が第一次世界大戦に参戦したことから、多くの若者が戦争に従事するためにバンガーを離れたため、チームは活動を停止した。1918年に新しいバンガーFCが創設された。クラブには古いバンガーFCに所属していた選手の多くが加入した。1927年にアイリッシュ・フットボールリーグに加盟するまではインターミディエイト・リーグに参加していた。シニアチーム最初の試合は1927年8月20日にカースルレイ・パークで行われたアーズとのローカルダービーだった。1935年、Clandeboye Parkを本拠地にした。
1970年5月22日、アントリム・シールド決勝でアーズに勝利し、クラブ最初のシニアトロフィーを獲得した。1990年代はクラブにとって最も成功した時期だった。1990-91シーズンのアイリッシュ・フットボールリーグで2位に入り、クラブの歴史で初となる欧州カップ戦に出場した。1993年、アイリッシュカップ決勝で再々試合の結果、アーズに勝利して初優勝を果たした。3回の欧州カップ戦に出場し、シグマ・オロモウツやAPOEL、タトラン・プレショフと対戦した。
2007-08シーズンはIFAインターミディエイトリーグ・ファーストディビジョンで3位に終わった。しかし、2008年に行われたアイリッシュ・プレミアリーグからIFAプレミアシップへの改編により、プレミアシップに参加する12チームは成績だけでなく、観客動員数や施設などを評価したランキングによって決定され、バンガーはプレミアシップへ昇格した。2008-09シーズンは財政問題により、1シーズン限りでIFAチャンピオンシップ1に降格した。

## タイトル
- アイリッシュカップ：1回
  - 1992-93
- NIフットボールリーグカップ：1回
  - 1992-93
- NIFLチャリティ・シールド：1回
  - 1993 (リンフィールドと同時優勝)

出典

## 過去の成績
| シーズン | リーグ                                                | 順位 | 試 | 勝 | 分 | 敗 | 得 | 失 | 差  | 点 |
| -------- | ----------------------------------------------------- | ---- | -- | -- | -- | -- | -- | -- | --- | -- |
| 2007-08  | IFAインターミディエイトリーグ・ファーストディビジョン | 03位 | 22 | 10 | 7  | 5  | 43 | 33 | +10 | 37 |
| 2008-09  | IFAプレミアシップ                                     | 11位 | 38 | 9  | 9  | 20 | 42 | 67 | -25 | 36 |
| 2009-10  | IFAチャンピオンシップ1                                | 11位 | 26 | 7  | 5  | 14 | 36 | 48 | -12 | 26 |
| 2010-11  | IFAチャンピオンシップ1                                | 04位 | 26 | 11 | 8  | 7  | 45 | 38 | +7  | 41 |
| 2011-12  | IFAチャンピオンシップ1                                | 04位 | 26 | 12 | 6  | 8  | 45 | 34 | +11 | 42 |
| 2012-13  | IFAチャンピオンシップ1                                | 10位 | 24 | 6  | 5  | 13 | 23 | 42 | -19 | 23 |
| 2013-14  | NIFLチャンピオンシップ1                               | 02位 | 26 | 16 | 5  | 5  | 65 | 39 | +26 | 53 |
| 2014-15  | NIFLチャンピオンシップ1                               | 02位 | 26 | 18 | 6  | 2  | 71 | 32 | +39 | 60 |

## 欧州の成績
| シーズン | 大会                       | ラウンド | 対戦相手             | ホーム | アウェー | 合計 |
| -------- | -------------------------- | -------- | -------------------- | ------ | -------- | ---- |
| 1991-92  | UEFAカップ                 | 1回戦    | シグマ・オロモウツ   | 0-3    | 0-3      | 0-6  |
| 1993-94  | UEFAカップウィナーズカップ | 予選     | APOEL                | 1-1    | 1-2      | 2-3  |
| 1994-95  | UEFAカップウィナーズカップ | 予選     | タトラン・プレショフ | 0-1    | 0-4      | 0-5  |